# Curțile Haosului
Curțile Haosului (1978) (titlu original The Courts of Chaos) este a cincia carte a Cronicilor Amberului, scrise de Roger Zelazny. Inițial, a fost serializată în Galaxy Science Fiction.
Această carte încheie seria originală narată de Corwin. Seria care urmează începe cu Atuurile morții și îl are ca protagonist pe fiul său, Merlin.

## Intriga
Oberon își organizează familia pentru o bătălie epică împotriva forțelor Haosului, în timp ce Random și Corwin asistă la apariția din neant a unei săbii care retează brațul cel nou al lui Benedict, întocmai cum făcuse Corwin în Tir-na Nog'th. De la Martin, Corwin află că omul cu arbaleta care îl cruțase în romanul anterior este Merlin, fiul lui și al Darei. Dara povestește cum Brand s-a târguit cu Curțile Haosului, dezvăluind modul de distrugere al Modelului în schimbul promisiunii că va fi lăsat să conducă un Amber nou, mai mic. Temerile ei sunt că niciunul nu-și va ține promisiunea, ceea ce va duce la distrugerea în întregime a Umbrei.
Corwin ia legătura cu Fiona, care se află la Modelul Primordial împreună cu Oberon și Dworkin. Aceasta îi confirmă autoritatea cu care e investită Dara de a ataca Haosul și îl informează că Oberon e pe cale să repare Modelul. Sperând să îl salveze pe Oberon, Corwin se proiectează acolo, ia Giuvaierul și străbate Modelul, dar este paralizat de puterile magice ale lui Oberon înainte de a-l termina. Oberon îi explică că i-a plăcut să fie prietenul lui Corwin și că vrea ca acesta să îi urmeze pe tron ca Rege al Amberului, cu Dara alături pe post de regină. Dar Corwin nu mai vrea să fie conducător, iar Oberon, dezamăgit, îl trimite de acolo folosind cea similar metodei Atuurilor.
Benedict folosește Atuul Curților Haosului pentru a începe atacul, în timp ce Corwin și Dara își dau seama că, deși au fost niște pioni meniți să îi dea naștere lui Merlin, se plac unul pe celălalt. Gérard rămâne de pază în Amber, în timp ce Julian și Random sunt încartiruiți în Arden. Oberon îi cere lui Corwin o picătură de sânge, asupra căreia suflă, dând naștere unui corb. Acest corb urmează să îi aducă lui Corwin Giuvaierul după repararea Modelului. Oberon îi ordonă lui Corwin să lanseze un atac violent asupra Haosului, astfel încât ceilalți să poată folosi Giuvaierul în bătălia finală.
Corwin pornește spre Curțile Haosului folosind Drumul Negru și, la un moment dat, este ajuns de corb, care îi aduce Giuvaierul. Brand vine în grabă, informându-l că Oberon a eșuat și că are nevoie de Giuvaierul lui Corwin pentru a crea un nou Model. Corwin îl refuză, apoi se adăpostește într-o peșteră de furtuna care vine după el. În peșteră dă peste un alt refugiat, care îi povestește legenda Arhanghelului Corwin, despre care Scriptura spune că va călări în fața furtunii înainte de sfârșitul lumii.
Pe timpul șederii în peșteră, calul îi este furat și, pornind în urmărirea lui, Corwin dă peste un grup de omuleți care vor să îl măcelărească. Corwin scapă, iar conducătorul omuleților îl recunoaște ca fiind Arhanghelul Corwin din legendele locului. Când trece în umbre, Corwin vede cum universul începe să se destrame în jurul său și își dă seama că furtuna este un val al Haosului pornit din Amber odată cu începerea distrugerii multiversului.
Corwin oprește furtuna cu ajutorul Giuvaierului și revine în multiversul diminuat. Brand îl prinde într-o ambuscadă, rănindu-i mortal calul, dar este atacat de corbul de sânge, care îl lasă fără un ochi, permițându-i lui Corwin să se ascundă în umbre. Aici îl întâlnește pe Ygg, plantat de Oberon cu mult timp în urmă pentru a marca granița dintre Ordine și Haos. El îi dăruiește o creangă, pe care îl sfătuiește să o planteze unde dorește.
Următorul întâlnit este un corb care încearcă să îi distragă atenția lui Corwin cu filozofie fatalistă, apoi un șacal mitologic îl ademenește în vizuina sa. În cele din urmă, ajunge la umbra care conține Curțile, acestea întinzându-se în continuare pe un teritoriu vast. În vreme ce o furtună metafizică se apropie de Haos, Corwin ajunge la concluzia că Oberon a eșuat, așa încât plantează creanga și folosește Giuvaierul pentru a realiza un nou Model. Când îl termină, epuizarea îl face să își piardă cunoștința, iar Giuvaierul îi este furat de Brand.
Când se trezește, Corwin își dă seama că este în mijlocul unui Model și pornește spre Curțile Haosului, unde îl ucide pe Borel, maestrul de scrimă al acelor locuri. La marginea Abisului, îi întâlnește pe Fiona, Random și pe Brand, care o ține ostatică pe Deirdre. În lupta care urmează, Brand e omorât, dar în cădere o trage cu el și pe Deirdre. Caine apare viu și povestește cum și-a înscenat moartea dintr-unul din romanele anterioare doar pentru a-i putea urmări pe ceilalți în liniște. Armata Amberului zdrobește forțele Haosului, iar Corwin îi împărtășește Fionei teama că acum există două Modele. Dara îl părăsește pe Corwin, furioasă pentru că acesta l-a ucis pe Borel, fostul ei profesor, dar Merlin rămâne alături de tatăl său.
Din Abis iese Unicornul purtând Giuvaierul Judecății și îngenunchează în fața lui Random, căruia ceilalți îi jură credință. Corwin îl ajută pe noul Rege să se acordeze cu Giuvaierul, lucru care duce la reactivarea Atuutilor. Contactându-l pe Gérard, află că multiversul este în ordine, dar că au trecut șapte ani.

## Aluzii literare
În timp ce fuge să se adăpostească din fața furtunii, Corwin compară peisajul cu o "oglindă a lui Carrol", făcând referire la cartea pentru copii Alice în Țara din Oglindă de Lewis Carroll. Ulterior, când ajunge la omuleții din peșteră care îl invită la dansul lor, "gândul de a țopăi în acest loc îmi aduse în minte imagini din Swift", referire la scriitorul irlandez Jonathan Swift, cel care a scris Călătoriile lui Gulliver.
În călătoria sa pe Drumul Negru, Corwin rememorează "două rânduri dintr-o povestire de Isak Dinesen", autoarea daneză a cărei scriere Out of Africa a stat la baza unui film de succes. Mai târziu, întâlnirea sa cu o anume "Lady" face aluzie la poemul "La Belle Dame sans Merci" a lui John Keats.